# Muza poeziei (Star Trek: Voyager)
„Muza poeziei” (titlu original: „Muse”) este al 22-lea episod din al șaselea sezon al serialului TV american științifico-fantastic Star Trek: Voyager și al 142-lea episod în total. A avut premiera la 26 aprilie 2000 pe canalul UPN.

## Prezentare
Torres este blocată pe o planetă aflată în epoca de bronz după ce se prăbușește cu naveta Delta Flyer, iar Kim este dat dispărut într-o capsulă de salvare.

## Actori ocazionali
- Joseph Will - Kelis
- Kellie Waymire - Layna / "B'Elanna Torres" / "Seven of Nine"
- Stoney Westmoreland - Patron
- Kathleen Garrett - Tanis / "Kathryn Janeway"
- Michael Houston King - Jero / "Harry Kim" /
"Tom Paris" / "Tuvok" / "Chakotay"
- Jack Axelrod - Chorus #1
- John Schuck - Chorus #2
- Tony Amendola - Chorus #3